# Нечего бояться

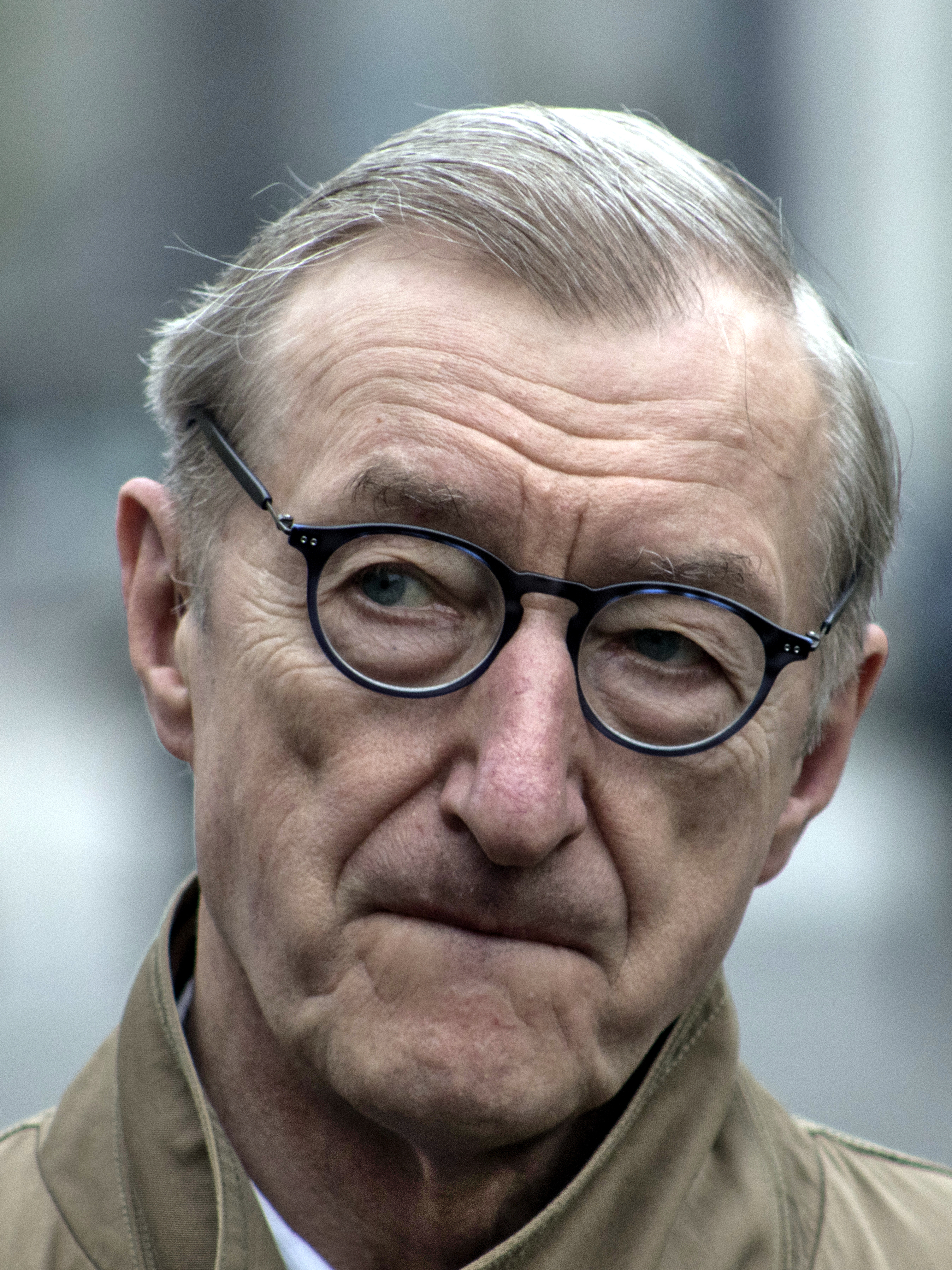
Джулиан Барнс, писатель

«Нечего бояться» (англ.  Nothing to Be Frightened Of) — книга английского писателя, эссеиста, литературного критика и лауреата Букеровской премии Джулиана Патрика Барнса, впервые опубликованная в 2008 году. В произведении автор размышляет о страхе смерти и о том, что для многих является фактором, определяющим отношение к смерти — о вере. Размышления Барнса охватывают широкий культурный контекст: так, в книге появляются истории из жизни великих деятелей искусства Монтеня, Шостаковича, Флобера, Стендаля вперемешку с автобиографическими наблюдениями.

## О книге
Джулиан Барнс работал над этим произведением на протяжении двух лет, с 2005 по 2007 год в Лондоне. Впервые на английском языке книга была опубликована в 2008 году. На русский язык она переведена Сергеем Полотовским и Дмитрием Симановским.
В мемуарах поднимаются следующие темы:
- страх смерти
- вера в Бога
- разногласия во взглядах поколений

Теоретически книгу можно причислить к жанру автобиографии, так как в ней содержится много личной информации об авторе. Однако сам автор утверждает, что книга не является автобиографичной.

## Сюжет
Книга «Нечего бояться» начинается с фразы: «Я никогда не верил в Бога, но мне Его так не хватает».
Автор знакомит нас с членами своей семьи. Отношения с братом, преподавателем философии у Барнса всегда были сложными, их взгляды на многие вещи отличались. Повествуя о страхе смерти, Барнс приводит высказывания своего брата, часто указывая на то, как сильно расходятся их мнения на этот счет.

О своих родителях автор пишет: 
«По большей части я пытаюсь — что может показаться совсем необязательным — определить, насколько мертвы мои родители. Отец умер в 1992 году, мать — в 1997-м. Генетически они продолжают существовать в двух сыновьях, двух внучках и двух правнучках: в практически непристойной демографической упорядоченности. Их история живёт в нашей памяти, которой они доверяют больше других».
Эта мысль прослеживается на протяжении всей книги. Люди живы до тех пор, пока есть кому их вспоминать. 
«Не важно, что стоит у тебя на могиле. В иерархии мертвецов значение имеет только количество посетителей. Что может быть грустнее могилы, на которую никто не приходит?»
Можно ли примириться с тем фактом, что мы смертны? По мнению Барнса, это не совсем подходящее слово. Скорее нельзя представить что-либо, что сможет стать альтернативой смерти. Мы все время откладываем мысли о смерти, но с годами всё больше начинаем думать о ней. Уходят наши родные и близкие люди, мы всё чаще начинаем посещать похороны и задумываться, что смерть близко. Представляя, что нас когда-то не станет, мы испытываем страх смертного одра и представляем себе всё, что может сопутствовать этому: агонию, мучительные галлюцинации и заплаканных родственников.

Среди верующих и атеистов существуют те, кто боится и не боится смерти. По этому принципу Барнс делит всех людей на 4 группы.
«Следовательно, мы делимся на 4 категории; понятно, какие две считают себя выше других: те, кто не боится смерти, потому что у них есть вера, и те, кто не боится смерти, несмотря на отсутствие веры. У этих групп есть нравственный приоритет. На третьем месте те, кто несмотря на наличие веры, не может избавиться от древнего примитивного рационального страха. А уже за ними, без медалей, без права голоса, в глубокой заднице те из нас, кто боится смерти и не имеет веры».
В своем эссе Джулиан Барнс ссылается на случаи из жизни знаменитых деятелей искусства, часто приводит цитаты Гюстава Флобера и Жюля Ренара. На примере русского композитора И. Ф. Стравинского писатель отмечает, что люди преклонного возраста зачастую стремятся подтвердить своё существование.
«Возможно, Стравинский в самом преклонном возрасте это и имел в виду, когда, сидя в своей комнате, звал жену или других домочадцев. На вопрос: „Чего ты хочешь?“ — он отвечал: „Убедиться в своём существовании“. Для этого можно было просто подать руку, или поцеловать, или поставить любимую пластинку».
Несмотря на то, что тема мемуара Барнса достаточно серьёзная, писатель умудряется излагать свои мысли с присущей ему иронией.
«В молодости я ужасно боялся летать. Книга, которую я выбирал в дорогу, всегда была той, какую я полагал достойной быть найденной на моём трупе. Я помню, как читал „Бувара и Пекюше“ на рейсе Париж — Лондон, уговаривая себя, что после неизбежной катастрофы: а) смогут опознать тело, на котором она будет найдена, б) Флобер во французском карманном издании выживет в крушении и пожаре, в) когда её обнаружат, на ней будет лежать чудесным образом сохранившаяся (хотя, возможно, отделенная от тела) рука, а окоченевший палец будет отмечать особенно восхитивший меня абзац, что таким образом примут во внимание мои потомки».
Книга «Нечего бояться» — это большое эссе о смерти, Барнс так и не приходит к определённому выводу. Он оставляет читателю пищу для размышлений. Больше всего его интересует, как раскрываются люди перед лицом смерти.

## Оценки
«Эту книгу можно уподобить глубокой подземной дрожи — она отдаётся у вас в голове и через недели после прочтения». The New York Times Book Review
«Здесь нет ни зауми, ни покровительственного похлопывания по плечу — остроумный меланхолик просто беседует с читателем о наиболее всеобщем из человеческих страхов». The Washington Post
«Джулиан Барнс берётся за тему, которая не всякому по зубам, — и достигает поразительного успеха». The Scotsman

## Критика
В целом книга была принята положительно, однако нашлись и те, кто считает, что за описанием отношений с родителями скрывается едкая обида Барнса по отношению к ним.

Обозреватель автобиографических книг из газеты The Guardian Хилари Сперлинг считает отношения Джулиана Барнса и его брата поверхностными:
«Автор относится к своему брату так, как если бы его там не было. Он словно марионетка без личности или индивидуального существования. Исключение составляют несколько базовых фактов, которые мы узнаём (такие как его возраст и географическое положение). Брат отвечает тем же: „Я ничего не знаю о моём брате“, — это его стандартный ответ на вопросы журналистов о Джулиане Барнсе». Hilary Spurling (The Guardian: The Observer, Biography books)
Также она отмечает, что неодушевлённые предметы, сохранившиеся со времён жизни родителей, в своей книге Барнс описывает намного бережнее. Из-за этого описания близких ему людей приобретают холодный оттенок. И вся книга как будто бы наполнена скрытой обидой.
К описанию неодушевлённых предметов Барнс относится намного трепетнее. Hilary Spurling (The Guardian: The Observer, Biography books)

## Премии и награды
В 2021 году перевод книги на русский язык был отмечен международной литературной премией «Ясная Поляна» в номинации «Иностранная литература».